# No More Heroes (videogioco)
No More Heroes (ノーモア★ヒーローズ?, Nō Moa Hīrōzu) è un videogioco d'azione del 2007, primo capitolo 
dell'omonima serie. Lanciato inizialmente come esclusiva per la console Nintendo Wii, in seguito è stato fatto un remake in HD (con supporto opzionale del PlayStation Move) per la Sony PlayStation 3. È stato diretto da Gōichi Suda (noto anche come Suda51), sviluppato da Grasshopper Manufacture e pubblicato da Marvelous Interactive Inc., Ubisoft e Rising Star Games. Il gioco era stato precedentemente intitolato semplicemente Heroes.
Il gioco non è un seguito del precedente gioco di Suda51, Killer7, ma un gioco completamente originale che sfrutta un motore completamente nuovo. Anche se i due giochi hanno similarità stilistiche, Suda51 ha detto che mentre Killer7 si focalizza su aspetti politici, No More Heroes si focalizza su aspetti sociali.
Il 15 marzo 2008, in una intervista con Computer and Video Games, Suda51 ha rivelato che sarebbe interessato a produrre No More Heroes 2 per Wii se il primo gioco avesse venduto abbastanza da convincere i publisher. Il sequel è stato confermato l'8 ottobre 2008 al TGS, con il titolo No More Heroes 2: Desperate Struggle. Il gioco, pubblicato nel 2010, è stato sviluppato dalla Grasshopper Manufacture in esclusiva Wii. La storia di No More Heroes 2: Desperate Struggle è ambientata 3 anni dopo le vicende del primo capitolo.
Suda 51 ha successivamente confermato che No More Heroes sarebbe arrivato su PlayStation 3 e Xbox 360 con il titolo No More Heroes: Heroes' Paradise.
Uno spin-off della serie è uscito nel 2019 con il titolo di Travis Strikes Again: No More Heroes su Nintendo Switch (poi successivamente su PS4 e Windows). La storia è ambientata sette anni dopo No More Heroes 2 Desperate Struggle 
Nel 2021 è uscito il sequel, No More Heroes III, è stato pubblicato per Nintendo Switch e nel 2022 è uscito per PS4, PS5, Xbox One, Xbox Series X e Series S e Windows. La Storia è ambientata 2 anni dopo Travis Strikes Again dove quest'ultimo fungeva da introduzione al terzo capitolo

## Trama
La storia ha come protagonista Travis Touchdown, tipico otaku - la sua stanza al motel è decorata con poster e action figure di lottatori di wrestling e personaggi di anime - vive in semi povertà nel motel No More Heroes nella città fittizia di Santa Destroy. Dopo aver vinto una beam katana in una asta su internet diventa un assassino a pagamento. Trovandosi a corto di soldi per acquistare videogiochi e video di wrestling accetta un lavoro per uccidere Helter Skelter, noto anche come the Drifter, ciò permette a Travis di guadagnare l'undicesima posizione all'interno della United Assassins Association, una organizzazione di assassini. Capendo di essere diventato egli stesso un bersaglio per altri aspiranti assassini, comincia ad agire per guadagnare l'agognata prima posizione nella classifica della UAA.
La versione giapponese del libretto di istruzioni, intitolata Manuale Ufficiale della United Assassins Association, contiene un breve manga con ulteriori informazioni sulla storia dietro alla UAA ed alla prima missione di Travis. Tale manga non è stato incluso nella versione americana del gioco ma è disponibile sul sito ufficiale del gioco.

### Personaggi principali
Nella classifica UAA Travis è preceduto da altri 10 assassini. La persona che informa Travis sulla classifica ed organizza gli scontri con gli altri assassini è Silvia Christel, una donna "misteriosa" e "fredda".
Travis viene aiutato dalla costruttrice di armi la Dottoressa Naomi, dall'ex wrestler professionista Thunder Ryu e da un ubriaco, Randall Lovikov. Naomi vende spade laser e upgrade per esse, Ryu gestisce una palestra ed allena Travis consentendogli di aumentare la propria forza, energia ed imparare nuove combo in cambio di denaro - mentre Lovikov è un vecchio ubriaco che gli insegna nuove mosse e tecniche di combattimento.

## Modalità di gioco
Il personaggio principale del gioco è Travis Touchdown. Il gioco è costituito da un mondo che può essere liberamente esplorato (free roaming) permettendo a Travis di muoversi a piedi o sulla sua motocicletta chiamata Schpeltiger. La modalità di gioco è aperta con il vincolo che il giocatore deve uccidere i migliori 10 assassini appartenenti ad una speciale classifica per far proseguire la trama del gioco. Ci sono numerosi lavori part time che possono essere svolti per guadagnare denaro che può essere speso per comprare armi, allenamenti, vestiti e video cassette.
Il controllo avviene tramite il Wiimote ed il Nunchuk, il Wiimote controlla l'arma principale, una sorta di spada laser o più precisamente una beam katana, il Nunchuk è usato per muovere Travis. La maggior parte degli attacchi avviene usando il pulsante A mentre certe altre mosse, incluse le mosse finali (death blow), vengono eseguite seguendo le istruzioni che appaiono sullo schermo. Dato che la spada di Travis funziona a batterie richiede di essere ricaricata ogni tanto premendo il tasto 1 sul Wiimote ed agitandolo. La beam katana può anche essere migliorata e rimpiazzata durante il gioco visitando il negozio della Dottoressa Naomi. Anche se la katana non segue l'esatta posizione del wiimote, viene fatta distinzione tra posizione alta e bassa che causa una diversa postura del personaggio e il tipo di attacco effettuato. Oltre agli attacchi con la spada Travis può tirare pugni e calci e, mentre i nemici sono confusi, può eseguire un certo numero di mosse di Wrestling fatte manipolando il Wiimote ed il Nunchuk.
Travis può agire anche in una modalità secondaria detta Dark Side alla quale si accede quando tre icone si allineano in una slot machine dopo che viene eseguito un modo corretto una death blow.

## Sviluppo
No More Heroes era stato pensato inizialmente come un gioco per Xbox 360, fino a quando Yasuhiro Wada suggerì a Suda51 di sfruttare l'originale sistema di controllo fornito dalla console Nintendo Wii. Suda ha citato il film El Topo tra le fonti di ispirazione per No More Heroes. Nel corso di una intervista si è spinto a dire che avrebbe cercato di farlo "violento, anche più di Manhunt 2," un gioco che aveva ricevuto una valutazione AO da parte della ESRB nella sua versione originale. Nel corso della Game Developers Conference nel marzo 2007 mostrava Travis Touchdown che usava la beam katana per decapitare o tagliare in due i suoi nemici, con un copioso uso di sangue. Video successivi mostravano nuvolette di pixel neri e oggetti simili a monete uscire dai corpi dei nemici al posto del sangue. è stato spiegato in seguito che la versione con le "nuvole nere" sarebbe stata pubblicata in Giappone, mentre il Nord America avrebbe ricevuto il gioco con il sangue come mostrato in precedenza. In seguito tuttavia, Suda51 ha deciso di pubblicare la versione senza sangue anche in Europa. Nella versione per il Nord America, i nemici sono in genere decapitati o divisi a metà pubblicando grosse quantità di sangue. In generale, le due versioni mostrano i nemici comuni che svaniscono e pubblicano una fontana di monete con o senza l'inclusione del sangue.
Yūsuke Kozaki, che ha precedentemente disegnato i personaggi per Speed Grapher, ha disegnato i personaggi anche per No More Heroes. Altri appartenenti al team di produzione includono il disegnatore dei costumi Okama, che ha disegnato la OP per Densha Otoko, ed il disegnatore di armi e mezzi Shigeto Koyama, che ha lavorato a Eureka Seven come illustratore.
In seguito all'edizione per Wii, uscì nel 2010 in Giappone e nel 2011 nel resto del mondo, una riedizione intitolata No More Heroes: Heroes' Paradise pubblicata per PlayStation 3 e Xbox 360, la quale presentava la grafica in alta definizione, contenuti extra e la compatibilità con il Move, tuttavia quest'ultima caratteristica era un'esclusiva della console Sony.
Nel 2018 in un'intervista Suda aveva confermato che in collaborazione con Marvelous Entertainment avrebbe cercato di portare sia No More Heroes che No More Heroes 2: Desperate Struggle su Nintendo Switch. Il 28 ottobre 2020 entrambi i giochi sono stati pubblicati per Nintendo Switch dopo il Nintendo Partner Showcase. Il 4 giugno 2021 è stata confermata anche una versione per Microsoft Windows, uscita il 9 giugno dello stesso anno.

## Staff

### Staff Produzione
- Regista, Game designer: Suda51
- Designer personaggi: Yūsuke Kozaki
- Designer costumi: Okama
- Progettazione armi e mezzi: Shigeto Koyama
- Sceneggiatore: Suda51
- Direttore doppiaggio: Kris Zimmerman
- Compositori musiche: Masafumi Takada e Jun Fukuda

### Doppiatori
Nonostante il grande numero di personaggi principale e secondari presenti nel gioco non tutti i doppiatori sono stati elencati durante i titoli di coda del gioco: la ragione di tale scelta non è stata rivelata.
- Travis Touchdown – Robin Atkin Downes, Kazuya Nakai (voce giapponese in Heroes Paradise)
- Silvia Christel/Mrs. Christel – Paula Tiso, Marina Inoue (voce giapponese in Heroes Paradise)
- Thunder Ryu – Paul Nakauchi, Rikiya Koyama (voce giapponese in Heroes Paradise)
- Doctor Naomi – Vanessa Marshall, Kana Uetake (voce giapponese in Heroes Paradise)
- Randall Lovikov – Fred Tatasciore
- Death Metal – Grant Albrecht, Ken Narita (voce giapponese in Heroes Paradise)
- Dr. Peace – Richard McGonagle, Chikao Ōtsuka (voce giapponese in Heroes Paradise)
- Shinobu – Kimberly Brooks, Eri Kitamura (voce giapponese in Heroes Paradise)
- Destroyman – Josh Keaton, Kōichi Sakaguchi (voce giapponese in Heroes Paradise)
- Holly Summers – Kim Mai Guest, Fumiko Orikasa (voce giapponese in Heroes Paradise)
- Letz Shake – Dee Bradley Baker, Setsuji Satō (voce giapponese in Heroes Paradise)
- Harvey Moiseiwitsch Volodarskii – James Horan, Kōji Yusa (voce giapponese in Heroes Paradise)
- Speed Buster – Mitzi McCall, Kimiko Saitō (voce giapponese in Heroes Paradise)
- Bad Girl – Kathryn Fiore, Yuko Senpei (voce giapponese in Heroes Paradise)
- Dark Star – Steve Blum, Tessho Genda (voce giapponese in Heroes Paradise)
- Jeane – Kari Wahlgren, Mamiko Noto (voce giapponese in Heroes Paradise)
- Henry Cooldown – Quinton Flynn, Katsuyuki Konishi (voce giapponese in Heroes Paradise)
- Keita Sakai – Responsabile del Job Center
- Mask de Uh – Responsabile del negozio Area51
- Naoko Mori – Responsabile del of K-Entertainment

Tre doppiatori presenti nel gioco prodotto precedentemente da Suda51, killer7 sono presenti nel cast di No More Heroes: Robin Atkin Downes (che aveva doppiato Hiro Kasai, Hasegawa e Edo MacAlister in killer7, and Travis Touchdown in No More Heroes), Steve Blum (doppiatore di Kenjiro Matsuoka, Benjamin Keane and Trevor Pearlharbor in killer7, e Dark Star in No More Heroes), e James Horan (doppiatore di Jean DePaul in killer7, e Harvey Moiseiwitsch Volodarskii in No More Heroes). Kris Zimmerman, direttore del doppiaggio in killer7, è ritornato con lo stesso incarico anche in No More Heroes. Zimmerman e molti doppiatori di No More Heroes hanno anche lavorato insieme nella serie Metal Gear Solid. Inoltre, il fratello di Quinton Flynn', Bart Flynn, aveva già lavorato in precedenza con Suda51, dando voce a Christopher Mills in killer7.

## Musica
La canzone "Heavenly Star" dei Genki Rockets è usata in diverse parti del gioco. Nella versione giapponese ed europea, un video musicale della canzone può essere visto sulla televisione di Travis, nella versione per il Nord America invece questo video è stato rimpiazzato dal trailer originale Heroes.

### Colonna sonora
La colonna sonora No More Heroes Original Sound Tracks, comprendente tutte le composizioni originali di Masafumi Takada, è stata pubblicata il 23 gennaio 2008 in Giappone. Essa contiene 71 tracce divise su 3 cd. Un secondo album contenente i remix delle musiche ed intitolato No More Heroes Sound Tracks: Dark Side è stato pubblicato il 14 marzo 2008.

## Accoglienza
No More Heroes ha ricevuto ottimi giudizi critici da parte della stampa specialistica e della critica. Sul suolo americano ha ricevuto una media voti di 8,3 su 10; ha ricevuto un voto pari a 8/10 da numerosi periodici e siti, quali Gamervision, Eurogamer, Thunderbolt, GameZone, GameTap e Nintendo Power, mentre The Edge, GameSpot e Worth Playing lo hanno premiato con un voto pari a 9/10. Anche in Italia ha ricevuto valutazioni molto positive quali un 9/10 da GameRepublic e un 8/10 da NRU. La rivista nipponica Famitsu lo ha premiato con uno dei voti più alti, ovvero 34 su 40. In media ha preso una media voti di 8/9 a livello mondiale, con la stragrande maggioranza di voti presi tra l'8 e il 9,5 in USA e altrettante votazioni altisonanti nel vecchio continente. La media voti da parte degli utenti che su GameSpot l'hanno votato è di 8,5 su un totale di 4.209 commenti. La rivista Play Generation diede alla versione per PlayStation 3 un punteggio di 80/100, apprezzando lo stile grafico, lo humor nero e la buona risposta ai comandi e come contro la scarsa cura nella sua realizzazione tecnica ed alcune limitazioni nel controllo, finendo comunque per trovarlo divertente, irriverente e originale.

### Vendite
Il gioco ha venduto ufficialmente più di 500 000 copie a livello mondiale, e il dato di vendita è destinato a salire con i nuovi port per Switch.